# Melanargia sciritis
Melanargia sciritis är en fjärilsart som beskrevs av Hans Fruhstorfer 1916. Melanargia sciritis ingår i släktet Melanargia och familjen praktfjärilar. Inga underarter finns listade i Catalogue of Life.